# Gorička
Gorička is een plaats in de gemeente Dvor in de Kroatische provincie Sisak-Moslavina. De plaats telt 107 inwoners (2001).